# Vochysia lomatophylla
Vochysia lomatophylla là một loài thực vật có hoa trong họ Vochysiaceae. Loài này được Standl. miêu tả khoa học đầu tiên năm 1940.